# Bolitaena pygmaea
Bolitaena pygmaea е вид октопод от семейство Bolitaenidae. Видът не е застрашен от изчезване.

## Разпространение и местообитание
Разпространен е в Австралия, Американска Самоа, Американски Вирджински острови, Ангола, Ангуила, Антигуа и Барбуда, Аруба, Асенсион и Тристан да Куня, Бангладеш, Барбадос, Бахамски острови, Белиз, Бенин, Бермудски острови, Бонер, Бразилия, Британска индоокеанска територия, Британски Вирджински острови, Бруней, Вануату, Великобритания, Венецуела, Виетнам, Габон, Гамбия, Гана, Гваделупа, Гватемала, Гвиана, Гвинея, Гвинея-Бисау, Гибралтар, Гренада, Гуам, Демократична република Конго, Джибути, Доминика, Доминиканска република, Еквадор, Екваториална Гвинея, Западна Сахара, Йемен, Източен Тимор, Индия, Индонезия, Иран, Ирландия, Испания, Кайманови острови, Камбоджа, Камерун, Кения, Кирибати, Китай, Кокосови острови, Колумбия, Коста Рика, Кот д'Ивоар, Куба, Кюрасао, Либерия, Мавритания, Мадагаскар, Макао, Малайзия, Малдиви, Малки далечни острови на САЩ, Мароко, Мартиника, Маршалови острови, Мексико, Мианмар, Микронезия, Мозамбик, Монсерат, Намибия, Науру, Нигерия, Никарагуа, Ниуе, Нова Зеландия, Нова Каледония, Обединени арабски емирства, Оман, Остров Норфолк, Остров Рождество, Остров Света Елена, Острови Кук, Пакистан, Палау, Панама, Папуа Нова Гвинея, Перу, Питкерн, Португалия, Провинции в КНР, Пуерто Рико, Саба, Салвадор, Самоа, САЩ, Свети Мартин, Северна Корея, Северни Мариански острови, Сейнт Винсент и Гренадини, Сейнт Китс и Невис, Сейнт Лусия, Сен Бартелми, Сен Естатиус, Сенегал, Сиера Леоне, Сингапур, Синт Мартен, Соломонови острови, Сомалия, Суринам, Тайван, Тайланд, Танзания, Того, Токелау, Тонга, Тринидад и Тобаго, Тувалу, Търкс и Кайкос, Уолис и Футуна, Уругвай, Фиджи, Филипини, Франция, Френска Гвиана, Френска Полинезия, Хаити, Хондурас, Хонконг, Чили, Шри Ланка, Южна Африка, Южна Корея, Ямайка и Япония.
Среща се на дълбочина от 1901 до 2976 m, при температура на водата от 2,5 до 21,4 °C и соленост 34,9 – 35 ‰.